# Gimmick (田中美奈子のアルバム)
『Gimmick』（ギミック）は、田中美奈子の2枚目のアルバム。

## 解説
全曲、「ふたりの季節」の作詞を担当した小幡洋子率いるESSEXによる編曲で行った。

## 収録曲
1. Pretty Angel
作詞：沢口葉子　作曲：井上龍仁
2. WORKING GIRL BOOGIE
作詞：浦江アキコ　作曲：屋敷豪太
3. Stay Here
作詞：朝野深雪　作曲：岡野ハジメ
4. Dancing in the shower
作詞：浦江アキコ　作曲：佐々木研・屋敷豪太
5. Prima Donna
作詞：朝野深雪　作曲：小室哲哉
6. 出来過ぎLandscape
作詞：朝野深雪　作曲：Joey Carbone・Jeff Carruthers
7. My Little Boy
作詞：沢口葉子　作曲：須貝幸生
8. NEVER HOLD ME TIGHT
作詞：吉川砂和子　作曲：Joey Carbone・George Doering
9. ふたりの季節
作詞：小幡洋子　作曲：Joey Carbone・Mike Tavera(Michael Tavera)
10. あなたのMistake
作詞：沢口葉子　作曲：Joey Carbone・Mike Tavera(Michael Tavera)